# Fra det historiske Frederiksborg og Omegn
Fra det historiske Frederiksborg og Omegn er en dansk dokumentarisk stumfilm fra 1918 med ukendt instruktør.

## Handling
Frederiksborg Slot i total. Hestekøretøj gennem port. Besøgende til slottet. Forskellige billeder af slottet og naturen omkring. Klip fra Øresundskysten. Lille havn med både. Kystby. Kunstmaler ved sit staffeli. Peter Lieps Hus i Dyrehaven (?). Heste fodres. Smukke kystpartier fra Øresund.